# Marie-Christine Blandin
Pour les articles homonymes, voir Blandin (homonymie).
Marie-Christine Blandin, née le 22 septembre 1952 à Roubaix (Nord), est une femme politique française.
Membre des Verts puis d'Europe Écologie Les Verts jusqu'en 2014, elle est présidente du conseil régional du Nord-Pas-de-Calais de 1992 à 1998 et sénatrice de 2001 à 2017.

## Biographie

### Carrière professionnelle
Professeur de sciences naturelles, elle enseigne de 1972 à 1980 dans un collège de Fourmies. De 1980 à 1984, elle est affectée dans un établissement près de Tlemcen, en Algérie. De retour en France, elle poursuit sa carrière dans l'enseignement jusqu'en 1992, année de son élection à la présidence du conseil régional du Nord-Pas-de-Calais.

### Conseillère régionale
Marie-Christine Blandin entre en politique en 1977 en présentant une liste écologiste lors des élections municipales à Wimy. Elle s'engage aux côtés des Verts en 1984 et participe à la création du mouvement Verts-Nord-Écologie dans le Nord.
À la suite des élections régionales de 1992, elle est élue présidente du conseil régional du Nord-Pas-de-Calais le 31 mars. Cette élection résulte de négociations difficiles entre les partis composant la majorité au conseil régional (PCF, PS, Verts, Génération écologie) : le PS a le plus de conseillers régionaux sans avoir la majorité absolue, alors que les Verts sont minoritaires, mais le choix de Marie-Christine Blandin permet finalement un consensus. Il symbolise notamment le rajeunissement et la féminisation du personnel politique français ; Marie-Christine Blandin est la première femme à devenir présidente d'un conseil régional en France métropolitaine (Lucette Michaux-Chevry étant élue la même année en Guadeloupe). Elle reste à ce poste jusqu'en 1998 (date à laquelle le socialiste Michel Delebarre lui succède).

### Sénatrice
Marie-Christine Blandin est élue sénatrice du Nord le 23 septembre 2001. Membre de la commission des affaires culturelles et de l'Office parlementaire d'évaluation des choix scientifiques et technologiques, elle est rattachée au groupe socialiste.
Dans le « Grenelle Environnement » préparé par Jean-Louis Borloo, Marie-Christine Blandin copréside un groupe de travail. À la suite de la victoire de la gauche aux élections sénatoriales de 2011, Marie-Christine Blandin devient présidente de la commission de la Culture, de l'Éducation et de la Communication. Elle est membre du nouveau groupe écologiste formé le 11 janvier 2012.
En avril 2013, le Sénat adopte définitivement la proposition de loi relative à l'indépendance de l'expertise et à la protection des  lanceurs d'alerte, dont elle est l'auteur. Il s'agit de la première proposition de loi initiée par un groupe parlementaire écologiste .
En mai 2013, s'adressant au Sénat lors de l'examen de la loi relative à la refondation de l'école, elle dénonce l'« appel à la xénophobie » que représenteraient, prises hors de leur contexte, certaines des paroles de La Marseillaise et souhaite que soit proposée une version alternative,.
Le 16 juillet 2014, elle annonce sa décision de quitter Europe Écologie Les Verts, lassée de voir les « luttes personnelles » des cadres prendre le pas sur les convictions écologistes ; elle reste toutefois membre du groupe écologiste au Sénat,.
À la suite de la dissolution du groupe écologiste du Sénat (passant en dessous de l'effectif minimal des 10 membres requis) et ne se résolvant pas à voir ce groupe privé de parole, elle démissionne de son mandat de sénatrice (la démission prend effet le 3 juillet 2017),. Anne-Lise Dufour-Tonini la remplace à compter du 4 juillet.

## Détail des mandats et fonctions
- Sénatrice du Nord entre le 1er octobre 2001 et le 3 juillet 2017
- Présidente de la commission de la Culture, de l'Éducation et de la Communication du 6 octobre 2011 au 30 septembre 2014.
- Vice-présidente du groupe écologiste au Sénat de 2011 à 2014.
- Conseillère régionale du Nord-Pas-de-Calais de 1992 à 2001.
- Présidente du conseil régional du Nord-Pas-de-Calais de 1992 à 1998.
- Membre de la Commission supérieure des sites, perspectives et paysages (anciennement commission supérieure des sites).
- Membre du groupe d’élaboration de la Charte État, collectivités, associations, à partir du 21 janvier 2013[16]
- Membre du Conseil supérieur des programmes à partir du 10 octobre 2013.
- Présidente de la Commission nationale de la déontologie et des alertes en matière de santé publique et d'environnement (cnDAspe) du 20 janvier 2017[17] au 3 mai 2019.

## Culture populaire
Marie-Christine Blandin est au centre de La Présidente, un reportage en bande dessinée réalisé par Jean-Christophe Menu et Blutch dans l'ouvrage collectif Noire est la terre (éditions Autrement, 1995).

## Publications
Marie-Christine Blandin publie La Restitution, Région - Sénat aux éditions La nage de l'ourse en avril 2021.